# 중부베링해 명태자원보전협약
중부베링해 명태자원보전협약(Convention on the Conservation and Management of Pollock resources in the Central Bering Sea, CBSPC)는 베링공해에서의 명태자원 보호를 주요내용으로 하는 협약이다. 당사국은 미국, 러시아, 일본, 중국, 폴란드 등 6개국이다. 사무국은 캐나다 벤쿠버에 있다.  대한민국은 1995년 12월에 가입하였다.